# Triumph in the Skies (film)
Pour plus de détails, voir Fiche technique et Distribution.
Triumph in the Skies (衝上雲霄, Chung seung wan siu) est une comédie romantique sino-hongkongaise réalisée par Wilson Yip et Matt Chow (en) et sortie en 2015 à Hong Kong. C'est l'adaptation de la série télévisée du même nom (en) de 2003.

## Synopsis
Branson (Louis Koo), un jeune pilote de ligne, reprend les rênes de la compagnie aérienne Skylette Airlines de son père et s'aperçoit que son ancien amour Cassie (Charmaine Sheh) y est hôtesse de l'air. Il avait été contraint de rompre avec elle il y a quelques années et de déménager à New York pour s'occuper des affaires de son père. À ce jour, les deux continuent de nourrir des sentiments l'un pour l'autre mais décident de ne pas les dévoiler.
Afin de redynamiser la compagnie aérienne, Branson invite la star du rock TM (Sammi Cheng) à jouer dans une publicité et nomme Sam (Francis Ng) comme consultant de vol. Inexpérimenté, ce duo étrange commence du mauvais pied mais à mesure que le tournage progresse, ils se découvrent lentement des mérites et développent une forte attraction mutuelle.
Jayden (Julian Cheung) a quitté Skylette pour devenir pilote de jets privés. Il rencontre la jeune Kika (Amber Kuo) pendant un vol et suppose qu'elle est capricieuse et peu intelligente. Mais ils s'avèrent avoir beaucoup de points communs et commencent à tomber follement amoureux.

## Fiche technique
- Titre original : 衝上雲霄
- Titre international : Triumph in the Skies
- Réalisation : Wilson Yip et Matt Chow (en)
- Scénario : Matt Chow (en), Jun Sin et Xu Lengfeng
- Photographie : Jason Kwan
- Montage : Azrael Chung
- Musique : Alan Wong et Janet Yung
- Production : Tommy Leung
- Société de production : Media Asia Films, Shaw Movie City Hong Kong, Shaw Brothers Pictures, One Cool Film Production, Dongyang Enlight Pictures, China Film Media Asia Audio Video Distribution et Media Asia Distribution (Pékin)
- Société de distribution : Media Asia Distributions
- Pays d'origine :  Hong Kong et  Chine
- Langue originale : cantonais et mandarin
- Format : couleur
- Genre : comédie romantique
- Durée : 100 minutes
- Dates de sortie :
  - Malaisie : 14 février 2015
  - Hong Kong et Singapour : 19 février 2015
  - États-Unis : 20 février 2015

## Distribution
- Louis Koo : Branson Cheung
- Sammi Cheng : TM Tam
- Francis Ng : Sam Tong
- Julian Cheung : Jayden Koo
- Charmaine Sheh : Cassie Poon
- Amber Kuo : Kika Sit
- Océane Zhu : Winnie
- Dean Liu : Tony
- Kenneth Ma (en) : Roy Ko
- Elena Kong (en) : Heather Fong
- Jun Kung (en) : le manager de TM
- Ma Jin : Thomas
- Liao Jingsheng : le père de Branson
- Yiming Ma : l'ami de Thomas